# Rhinella justinianoi
Rhinella justinianoi es una especie de anfibios de la familia Bufonidae.
Es endémica de Bolivia.
Su hábitat natural incluye montanos secos y ríos.
Está amenazada de extinción.